# Liste von Persönlichkeiten der Stadt Tönisvorst
Folgende, bedeutende Personen haben in Tönisvorst gewirkt, gelebt oder sind mit den Ehren der Stadt ausgezeichnet worden:

## Söhne und Töchter der Stadt
Chronologisch aufsteigend nach Geburtsdatum geordnet
- 1768, 4. Oktober (in Haus Raedt), Karl von Büllinger, königlich bayerischer Generalmajor
- 1884, 1. Juli (in St. Tönis), Placida Schofs, Steyler Missionsschwester und Märtyrin
- 1894, 26. März (in St. Tönis), Aenne Kurowski-Schmitz, Juristin und Diplomatin
- 1915, 3. Februar (in St. Tönis), Clemens Köttelwesch, Sprach- und Literaturwissenschaftler sowie Bibliothekar
- 1934, 6. Mai (in St. Tönis), Hans „Hennes“ Junkermann, Radrennfahrer
- 1947, 10. März (in St. Tönis), Walter Schöler, Politiker und ehemaliges MdB
- 1951 (in St. Tönis), Walter Dahn, Maler, Fotograf und Tonkünstler
- 1952, 14. April (in St. Tönis), Stefan Fisch, Historiker und Hochschullehrer
- 1954, 31. Oktober (in Tönisvorst), Josef Hegger, Bauingenieur und Hochschullehrer
- 1957, 2. Oktober (in Vorst), Peter Ottenbruch, Maschinenbauingenieur und Vorstandsvorsitzender der ZF Sachs AG
- 1958, 26. Juli (in Tönisvorst), Karl-Ludwig von Danwitz, Politiker und MdL in Niedersachsen
- 1959, 19. November (in Tönisvorst), Rainald Becker, Fernsehjournalist der ARD
- 1960, 22. Februar (in St. Tönis), Britta Schöffmann, Autorin und Pferdeexpertin
- 1960, 15. September, Klaus Abbelen, Rennfahrer und Unternehmer
- 1960, (in Tönisvorst), Mechthild Löhr, Politikerin, Personalberaterin und Funktionärin der Lebensrechtsbewegung
- 1962, 1. Juli, Katrin Eigendorf, Journalistin
- 1964, 2. Mai (in Tönisvorst), Ilka Neuenhaus, Politikerin, Grüne Abgeordnete im Landtag von Baden-Württemberg
- 1965, 11. September (in St. Tönis), Harald Neckelmann, Journalist und Autor
- 1969, (in Tönisvorst), Jörg Fürst, Theaterregisseur, -leiter und Autor
- 1970, 29. August (in Tönisvorst), Robert Esser, Rechtswissenschaftler und Hochschullehrer
- 1985, 26. Dezember (in St. Tönis), Charline Hartmann, Fußballspielerin
- 1986, 22. April (in St. Tönis), Martin Vincentz, Politiker und MdL in Nordrhein-Westfalen
- 1986, 22. November (in St. Tönis), Tobias Levels, Fußballspieler
- 1992, 14. März (in St. Tönis), Marcel Noebels, Eishockeyspieler
- 1992, 22. November (in St. Tönis), Pascal Zerressen, Eishockeyspieler
- 1995, 22. März (in Tönisvorst), Sharon Beck, Fußballspielerin
- 1997, 12. November (in Tönisvorst), Lea Schüller, Fußballspielerin
- 2002, 15. Januar (in Tönisvorst), Tim Stützle, Eishockeyspieler

## Ehrenwürden der Stadt Tönisvorst
Chronologisch aufsteigend nach Verleihungsdatum geordnet
| Datum              | Name                  | Auszeichnung        |
| ------------------ | --------------------- | ------------------- |
| 10. September 1980 | Anton Beusch          | Ehrenring der Stadt |
| 10. September 1980 | Theo Mülders          | Ehrenbürgerrecht    |
| 11. September 1980 | Anton Beusch          | Stadtältester       |
| 11. September 1980 | Josef Schultes        | Ehrenring der Stadt |
| 11. September 1980 | Josef Schultes        | Stadtältester       |
| 29. November 1981  | Siegfried Heyn        | Ehrenring der Stadt |
| 24. April 1986     | Hans Bange            | Ehrenring der Stadt |
| 24. April 1986     | Johannes Fruhen       | Ehrenring der Stadt |
| 24. April 1986     | Peter Haeger          | Ehrenring der Stadt |
| 24. April 1986     | Wilhelm Schmidt       | Ehrenring der Stadt |
| 11. November 1989  | Richard Beckers       | Ehrenring der Stadt |
| 11. November 1989  | Mathias Funken        | Ehrenring der Stadt |
| 14. März 1991      | Walter Lehnen         | verdiente Bürger    |
| 14. März 1991      | Anton Levels          | verdiente Bürger    |
| 14. März 1991      | Hubert Nauen          | verdiente Bürger    |
| 14. März 1991      | Karoline Schatten     | verdiente Bürger    |
| 14. Mai 1992       | Dorothea Arretz       | verdiente Bürger    |
| 14. Mai 1992       | Brigitte Beckers      | verdiente Bürger    |
| 14. Mai 1992       | Johannes Caspers      | verdiente Bürger    |
| 14. Mai 1992       | Gertrud Jaletzky      | verdiente Bürger    |
| 14. Mai 1992       | Emmy Scholze          | verdiente Bürger    |
| 14. Mai 1992       | Christine Stockmanns  | verdiente Bürger    |
| 27. März 1993      | Helga Altena          | verdiente Bürger    |
| 27. März 1993      | Matthias Holtschoppen | verdiente Bürger    |
| 27. März 1993      | Heinz Kleinelanghorst | verdiente Bürger    |
| 27. März 1993      | Ilse Kuhlenschmidt    | verdiente Bürger    |
| 27. März 1993      | Karin Steffan         | verdiente Bürger    |
| 9. Februar 1994    | Walter Lehnen         | Ehrenbürgerrecht    |
| 29. September 1994 | Mathias Funken        | Stadtältester       |
| 29. September 1994 | Peter Haeger          | Stadtältester       |
| 29. September 1994 | Wilfried Schmidt      | Ehrenring der Stadt |
| 29. September 1994 | Wilfried Schmidt      | Stadtältester       |
| 2. November 1995   | Karl Könkes           | verdiente Bürger    |
| 22. Februar 1996   | Dietrich Büttner      | Ehrenring der Stadt |
| 3. Juli 1996       | Hans Riechers         | verdiente Bürger    |
| 20. Mai 2000       | Franz Kersten         | Ehrenring der Stadt |
| 15. Dezember 2005  | Hans-Josef Manten     | Ehrenring der Stadt |
| 15. Dezember 2005  | Wilfried Schmitz      | Ehrenring der Stadt |
| 15. Dezember 2005  | Albert Schwarz        | Ehrenring der Stadt |
| 17. Dezember 2009  | Hans Lücker           | Ehrenring der Stadt |
| 17. Dezember 2009  | Hans Lücker           | Stadtältester       |

## Mit Tönisvorst verbunden
Mit Tönisvorst in enger Verbindung steht unter anderem:
- Margarethe Schreinemakers (* 1958), die heutige Fernsehmoderatorin wuchs in St. Tönis auf und verbrachte die ersten 20 Jahre ihres Lebens dort.